# Крістіан Кубуш
Крістіан Кубуш (нім. Christian Kubusch, 26 квітня 1988) — німецький плавець.
Учасник Олімпійських Ігор 2008 року.
Призер Чемпіонату Європи з водних видів спорту 2010 року.